# Boulaincourt
Boulaincourt is een gemeente in het Franse departement Vosges (regio Grand Est) en telt 68 inwoners (2009). De plaats maakt deel uit van het arrondissement Neufchâteau.

## Geografie
De oppervlakte van Boulaincourt bedraagt 2,5 km², de bevolkingsdichtheid is dus 27,2 inwoners per km².
De onderstaande kaart toont de ligging van Boulaincourt met de belangrijkste infrastructuur en aangrenzende gemeenten.

## Demografie
Onderstaande figuur toont het verloop van het inwonertal (bron: INSEE-tellingen).